# (325973) Cardinal
(325973) Cardinal est un astéroïde de la ceinture principale.

## Description
(325973) Cardinal est un astéroïde de la ceinture principale. Il fut découvert le 13 décembre 2006 à Mauna Kea par David D. Balam. Il présente une orbite caractérisée par un demi-grand axe de 2,77 UA, une excentricité de 0,20 et une inclinaison de 7,8° par rapport à l'écliptique.

## Compléments